# Gebandeerde mierlijster
De gebandeerde mierlijster (Chamaeza mollissima) is een zangvogel uit de familie Formicariidae (mierlijsters).

## Verspreiding en leefgebied
Deze soort komt voor van Colombia tot Bolivia en telt twee ondersoorten:
- C. m. mollissima: Colombia, Ecuador en noordelijk Peru.
- C. m. yungae: van zuidelijk Peru tot centraal Bolivia.

## Status
De grootte van de populatie is niet gekwantificeerd maar de soort wordt omschreven als schaars en met een versnipperde verspreiding. Op de Rode lijst van de IUCN heeft deze soort de status niet bedreigd.